# موراي ميلز
موراي ميلز (بالإنجليزية: Murray Mills)‏ هو قسيس نيوزيلندي، ولد في 29 مايو 1936.